# Herta Staal
Herta Staal (gebürtig Herta Staly; * 29. März 1930 in Wien; † 2. Oktober 2021 in München) war eine österreichische Theater- und Filmschauspielerin.

## Leben und Karriere
Staal erhielt eine Tanzausbildung bei Dia Lucca und Hedy Pfundmayr an der Wiener Staatsoper und war dort Balletttänzerin. 1947 bis 1949 besuchte sie die Akademie für Musik und darstellende Kunst und das Wiener Konservatorium. 1948 gab sie ihr Debüt am Wiener Stadttheater in der Operette Frühling im Prater von Robert Stolz.
Bis 1950 wirkte sie am Bürgertheater und 1950/51 an der Landesbühne Graz. Mit ihrem ersten Ehemann, dem Komponisten Hans Rahner, ging sie nach Berlin und 1952 zu Willy Maertens an das Thalia Theater in Hamburg. In den 1950er Jahren war sie als Filmschauspielerin äußerst erfolgreich und trat zudem in TV-Produktionen auf. Vor allem in Heimatfilmen und Filmkomödien übernahm sie Haupt- und Nebenrollen, so etwa 1956 die Titelrolle in Die Rosel vom Schwarzwald. 1993 beendete sie ihre Schauspielarbeit. Herta Staal lebte zuletzt zurückgezogen in München, wo sie im Oktober 2021 im Alter von 91 Jahren starb.

## Filmografie
- 1952: Abenteuer im Schloss
- 1953: Lied der Taube (TV)
- 1953: Das tanzende Herz
- 1953: Bezauberndes Fräulein
- 1954: Die tolle Lola
- 1954: Mädchen mit Zukunft
- 1954: Meine Schwester und ich
- 1954: Clivia
- 1954: Schützenliesel
- 1955: La Brige und das Gesetz (TV)
- 1955: Heimkehr des Helden (TV)
- 1955: Die Försterbuben
- 1955: Zwei Herzen und ein Thron
- 1956: Das Bad auf der Tenne
- 1956: Die Rosel vom Schwarzwald
- 1956: Wo die alten Wälder rauschen
- 1956: Die schöne Meisterin
- 1956: Das Bad auf der Tenne
- 1957: Schön ist die Welt
- 1957: Und so was will erwachsen sein (Die Winzerin von Langenlois)
- 1957: 2 Herzen voller Seligkeit
- 1957: Jede Nacht in einem anderen Bett
- 1957: Die schöne Lügnerin (TV)
- 1957: Spiel im Schloß (TV)
- 1958: Das Lächeln der Gioconda (TV)
- 1958: Bei Kerzenlicht (TV)
- 1958: Alte Möbel (TV)
- 1958: Perichole (TV)
- 1958: Ein Glücksrad dreht sich in Paris (TV)
- 1959: Die Ratten (TV)
- 1959–60: Es gibt immer drei Möglichkeiten (TV-Serie, 4 Folgen)
- 1960: Es geschah an der Grenze (TV-Serie)
- 1960: Ihre Durchlaucht (TV)
- 1960: Das nasse Leben: Erinnerungen einer Brustschwimmerin (TV)
- 1961: Schau heimwärts, Engel (TV)
- 1963: Der Mustergatte (TV)
- 1963: Italienische Nacht (als Leni, TV)
- 1964: Die beiden Klingsberg (TV)
- 1964: Show hin – Schau her (TV)
- 1965: Vom Ersten das Beste (TV)
- 1966: Komtesse Mizzi (TV)
- 1966: Italienische Nacht (TV)
- 1966: Die verschenkten Jahre (TV)
- 1966: Guten Abend... (TV-Serie)
- 1967: Umsonst (TV)
- 1967: Casinoabend mit Damen (TV)
- 1969: Walzertraum (TV)
- 1971: No, No Nanette (TV)
- 1974: Haltet den Dieb! (Fernsehserie Wie würden Sie entscheiden?)
- 1975: Depressionen (TV)
- 1977: Die Vertreibung aus dem Paradies

## Hörspiele
- 1977: Fred Kassack: Diskretion – Regie: Otto Kurth (Kriminalhörspiel – BR)